# Анопіно (Владимирська область)
Анопіно (рос. Анопино) — селище у Гусь-Хрустальному районі Владимирської області Російської Федерації.
Входить до складу муніципального утворення Муніципальне утворення «Селище Анопіно». Населення становить 2043 особи (2010).

## Історія
Населений пункт розташований на землях фіно-угорського народу мещери.
Від 1929 року належить до Гусь-Хрустального району. Спочатку у складі Івановської промислової області, а від 19 серпня 1944 року — Владимирської області.
Згідно із законом від 25 травня 2005 року входить до складу муніципального утворення Муніципальне утворення «Селище Анопіно».

## Населення
| 1859  | 1905  | 1926 | 1959  | 1970  | 1979  | 1989  |
| ----- | ----- | ---- | ----- | ----- | ----- | ----- |
| 105   | ↗242  | ↗984 | ↗1941 | ↗2184 | ↘2031 | ↘1979 |
| 2002  | 2010  |      |       |       |       |       |
| ↗2018 | ↗2043 |      |       |       |       |       |